# 第68届威尼斯国际电影节
第68届威尼斯电影节（英語：68th Venice International Film Festival）于2011年8月31日至9月10日在意大利威尼斯举行。本届共有四部華語片入圍主竞赛单元，分別是香港的《桃姐》和《夺命金》，中國的《人山人海》，以及台灣導演魏德聖所執導耗資近八億台幣的台灣原住民抗日史詩電影《賽德克·巴萊》。
中國導演蔡尚君憑電影《人山人海》奪得最佳導演銀獅獎，而香港演員葉德嫻則憑電影《桃姐》奪得最佳女演員獎。
此外，《白蛇传说》也是展映单元的影片之一，中国导演贾樟柯任地平线单元评审团主席。意大利导演马可·贝罗奇奥(Marco Bellocchio)获得終身成就金獅獎，美国著名演员艾尔·帕西诺获得“电影制作人荣誉奖”。

## 評審團
評審團成員如下：
- 戴倫·艾洛諾夫斯基：導演。（評審團主席）
- 丽莎·阿提拉（芬蘭語：Eija-Liisa Ahtila）：視覺藝術家、製片人。
- 大衛·伯恩：音樂家。
- 馬利歐·馬爾多那：導演。
- 托德·海因斯：導演。
- 艾芭·羅爾瓦雀：演員。
- 安德烈·泰希內：導演。

## 官方單元

### 正式競賽
| 片名                           | 原文片名                     | 導演                    | 製作國                      |
| ------------------------------ | ---------------------------- | ----------------------- | --------------------------- |
| 《選戰風雲》（開幕片）         | The Ides of March            | 喬治·克隆尼             | 美国                        |
| 《諜影行動》                   | Tinker, Tailor, Soldier, Spy | 托馬斯·阿爾弗雷德森     | 英国、 法國                 |
| 《咆哮山莊》                   | Wuthering Heights            | 安德莉亞·阿諾德         | 英国                        |
| 《人山人海》                   | 《人山人海》                 | 蔡尚君                  | 中国                        |
|                                | Texas Killing Fields         | 艾米·坎安·曼            | 美国                        |
| 《當夜幕降臨》                 | Quando la notte              | 克莉絲提娜·康嫚希妮     | 義大利                      |
| 《這些年，我們一起追逐金錢》   | Terraferma                   | 艾曼紐爾·克里亞勒斯     | 義大利                      |
| 《危險療程》                   | A Dangerous Method           | 大衛·柯能堡             | 德国、 加拿大、 英国、 美国 |
| 《四點四十四地球上的最後一日》 | 4:44 Last Day on Earth       | 阿貝爾·費拉拉           | 美国                        |
| 《殺手喬一下》                 | Killer Joe                   | 威廉·弗萊德金           | 美国                        |
| 《偷歡》                       | Un été brûlant               | 菲利普·卡黑             | 法國                        |
| 《最後土地》                   | L'ultimo Terrestre           | 吉琵                    | 義大利                      |
| 《桃姐》                       | 《桃姐》                     | 许鞍华                  | 香港                        |
| 《我不在的時候》               | ההתחלפות                     | 艾朗·柯里林             | 以色列、 德国               |
| 《非普通服務》                 | Άλπεις                       | 尤格·藍西莫             | 希腊                        |
| 《性愛成癮的男人》             | Shame                        | 史提夫·麥昆             | 英国、 美国                 |
| 《今晚誰當家》                 | Carnage                      | 羅曼·波蘭斯基           | 法國、 德国、 西班牙、 波蘭 |
| 《》                           | Фауст                        | 亞歷山大·蘇古諾夫       | 俄羅斯                      |
| 《黑馬馬力夯》                 | Dark Horse                   | 陶德·索倫茲             | 美国                        |
| 《奪命金》                     | 《奪命金》                   | 杜琪峰                  | 香港                        |
| 《不道德的秘密》               | ヒミズ                       | 園子溫                  | 日本                        |
| 《依戀，在生命最後八天》       | Poulet aux prunes            | 瑪嘉·莎塔碧 文森·帕宏諾 | 法國、 比利时、 德国        |
| 《賽德克·巴萊》                | 《賽德克·巴萊》              | 魏德聖                  | 臺灣                        |

## 得獎名單

### 正式競賽單元
- 金獅獎：《浮士德：魔鬼的誘惑》 - 亞歷山大·蘇古諾夫
- 最佳導演銀獅獎：蔡尚君 - 《人山人海》
- 評審團特別獎：《這些年，我們一起追逐金錢（義大利語：Terraferma (film)）》 - 艾曼紐爾·克里亞勒斯（義大利語：Emanuele Crialese）
- 最佳男演員獎：麥可·法斯賓達 - 《性愛成癮的男人》
- 最佳女演員獎：葉德嫻 - 《桃姐》
- 金奧薩拉獎（英语：Golden Osella）：
  - 尤格·藍西莫、艾希米斯·菲利浦（希臘語：Ευθύμης Φιλίππου） （劇本） - 《非普通服務（英语：Alps (film)）》
  - 羅比・萊恩（英语：Robbie Ryan (cinematographer)）（攝影） - 《咆哮山莊（英语：Wuthering Heights (2011 film)）》
- 最佳新演員獎：染谷將太、二階堂富美 - 《不道德的秘密》

### 會外獎項
- 費比西國際影評人獎：《性愛成癮的男人》 - 史提夫·麥昆